# 加拿大—立陶宛關係
加拿大-立陶宛关系是加拿大和立陶宛之间的外交关系。这两个国家都是北约和欧洲安全与合作组织的正式成员。

## 歷史
加拿大和立陶宛于1937年建立外交关系。1944年，立陶宛被苏联强行吞并，加拿大从未承认苏联吞并立陶宛的合法性。1990年，立陶宛在苏联解体后获得独立，加拿大和立陶宛于1991年9月2日重新建立外交关系。2016年，两国迎来了建交25周年。

## 双边协定
两国签署了双边协定，如《避免双重征税协定》（1997年）、社会保障合作协议（2006年）和青年流动协议（2010年）。

## 贸易
2016年，加拿大与立陶宛的贸易总额为4.228亿美元。加拿大对立陶宛的出口达到5110万美元，其中包括机械、汽车和部件、鱼类和海鲜、电机和设备。立陶宛对加拿大的出口达到3.717亿美元，包括矿物燃料和石油、家具和床上用品、科学和技术仪器以及化肥。

## 常驻外交使团
- 加拿大在维尔纽斯设有大使馆。[3]
- 立陶宛在渥太华设有大使馆。[4]